# Varneria atrifasciella
Varneria atrifasciella är en fjärilsart som beskrevs av Barnes och Mcdunnough 1913. Varneria atrifasciella ingår i släktet Varneria och familjen mott. Inga underarter finns listade i Catalogue of Life.